# اولین نلسون
اولین نلسون (انگلیسی: Evelyn Nelson؛ ‏ ۱۳ نوامبر ۱۸۹۹ – ۱۳ ژوئن ۱۹۲۳) بازیگر اهل ایالات متحده آمریکا بود.
از فیلم‌هایی که وی در آن نقش داشته‌است، می‌توان به حیاط خلوت، روز ویژهٔ یونس‌وار او، به‌دنبال دردسر، طراح دکور و بهاران اشاره کرد.